# Sarcocystis nesbitti
Espèce
 Sarcocystis nesbitti  est une espèce de protozoaires de l’embranchement des Apicomplexa.

## Infections humaines

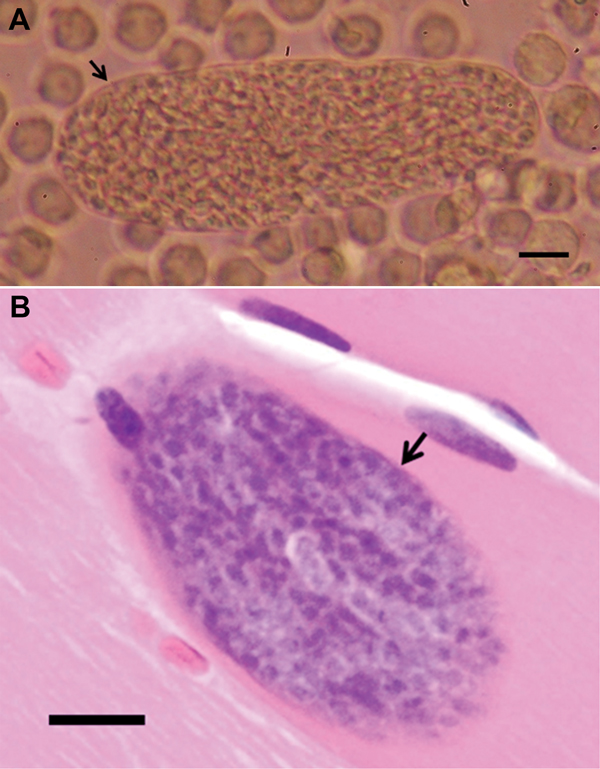
A- Sarcocystes isolés de personnes infectées par le Sacrocystis nesbetti, l'île de Pangkor, Malaisie, 2012. Sarcocyste humaine intacte (longueur 190 um) avec une paroi de kyste mince (voir la flèche) prise à partir de tissu homogénéisé temporal inoculée dans une culture de cellules monocytaires U937 (grossissement × 200, barre d'échelle = 20 um). B- Sarcocyste intramusculaire entouré par un mur de kyste mince et lisse (voir la flèche) sans saillies. Épaisseur maximale de la paroi du kyste est d'environ 0,5 um (hématoxyline et l'éosine colorés, grossissement × 40, barre d'échelle = 10 um).

Une enquête épidémiologique a été menée en Malaisie (sur l'île de Pangkor) avec 93 personnes présentant des symptômes après une retraite universitaire le 17 au 19 janvier 2012. Les manifestations prédominantes étaient la fièvre (récurrente dans ≈ 50 % des patients), des myalgies, des céphalées et des toux. Bien que seulement 2 patients ont été confirmés d'être gravement infectés par S. nesbitti, il est probable que les autres élèves et les enseignants du groupe ont eu la même infection parce qu'ils présentaient presque tous des signes et symptômes similaires avec l'apparition de la maladie à quelques jours d'intervalle. En outre, 9 patients avaient une myosite distinctif du visage, mais des sarcocystes n'ont pu être vérifiées dans chacun d'eux, car seuls 3 patients ont accepté de fournir une biopsie musculaire.

## Répartition géographique
Des sarcocystis à localisation musculaire (de type Sarcocystis nesbitti et S.kortei ont été découverts chez des primates non humains (notamment chez des singes rhesus) ainsi que chez l’homme en Afrique subsaharienne, notablement en Ouganda.

## Historique de la découverte
En 1843, le scientifique suisse Friedrich Miescher a trouvé des "fils blancs laiteux" dans les muscles de souris, qui pendant des années ont été connus comme "les tubules de Miescher." En 1882, Lankester a nommé le parasite Sarcocystis, du grec sarx (chair) et kystis (vessie). Les scientifiques ne savaient pas s'il faut classer l'espèce comme protozoaires ou comme champignons car on n'avait identifié que la phase des sarcocystes. En 1967, les structures en forme de croissant que l'on trouve généralement dans les protozoaires ont été observées dans les cultures de sarcocystes; ceci permet de déterminer qu'il s'agit d'un protozoaire, un proche parent de Toxoplasma spp. En 1969, A.M. Mandour décrit une nouvelle espèce de Sarcocystis dans les macaques rhésus, qu'il a nommé Sarcocystis nesbitti, nommé pour M. P. Nesbitt, qui a vu les trophozoïtes dans les frottis colorés. Les serpents sont maintenant connus pour être les hôtes définitifs de S. nesbitti, et plusieurs primates, y compris les humains, peuvent être des hôtes intermédiaires.